# Władysław Sendecki
Władysław (Vladyslav) Sendecki (Gorlice, 1955) is een Poolse jazzpianist.

## Biografie
Sendecki groeide op in Krakau en ontdekte de jazz pas tijdens zijn studie aan het Frédéric Chopin Conservatory (Fryderyk Chopin Music Academy) en aan de Kraków Music Academy. Hij speelde in zijn eigen bands Extra Ball (met Jarosław Śmietana) en Sunship en in Zbigniew Namysłowski's Air Condition. In 1981 verhuisde hij om politieke redenen naar Zwitserland en begon daar een internationale carrière, aanvankelijk bij het Polski Jazz Ensemble. Hij speelde onder meer met Klaus Doldingers Passport, Billy Cobham, Michael en Randy Brecker, Ray Anderson, Lew Soloff, Peter Herbolzheimer, Larry Coryell, Didier Lockwood, Janusz Muniak, Michał Urbaniak en Urszula Dudziak, Tomasz Stańko, Victor Bailey, Buster Williams, Lenny White, Joe Henderson, Lew Soloff, Biréli Lagrène en Jaco Pastorius, Charlie Mariano, Arild Anderson, Markus Stockhausen, Al Jarreau, Bobby McFerrin en Till Brönner.
Sendecki is sinds 1996 pianist van de NDR Big Band. Met Gerry Brown, Detlev Beier en Ingolf Burkhardt richtte hij het Hamburg Jazz Quartet op. In 2009 richtte hij samen met zijn vrouw, de actrice Angélique Duvier, het poëzie- en jazzensemble op. Ze staan op het podium met projecten als Ein polnischer Traum, Joseph Freiherr von Eichendorff en Chopin. Met Andrzej Olejniczak richtte hij het European Blue Note Quartet op. Hij is ook de oprichter van het Motion Ensemble van Hamburg. Hij speelt verder in het Trio Sendecki, Nils Petter Molvær, Mino Cinelu, in het Duo Sendecki/Spiegel en in het Duo Sendecki/Ballard.

## Onderscheidingen en prijzen
In 2011 ontving Sendecki de Hamburg Jazz Award. In 2015 ontving hij de hoogste artistieke onderscheiding in de Republiek Polen met de Gloria Artis-medaille. In 2017 werd hij ereburger van de stad Gorlice.

## Discografie
- 1983: Recital (1983) (met Michał Urbaniak)
- 1984: Burning Circuits met  Urszula Dudziak & Michał Urbaniak
- 1988: Men from Wilnau (Antilles Records)
- 1988: Songs for Poland (met Michał Urbaniak)
- 1996: Haunted (MCA)
- 1999: Seelenlandschaften (Joachim-Ernst Berendt, Krzysztof Zgraja, Philip Catherine, opnieuw uitgebracht bij JARO)
- 2000: Like a Bird
- 2005: A Tribute to Raymond Scott
- 2007: Piano (Provocateur)
- 2008: Electric Treasures met Markus Stockhausen, Arild Andersen, Patrice Héral (Aktivraum)
- 2010: Solo Piano at Schloss Elmau (ACT)
- 2018: Vladyslav Sendecki/AtomString Quartet Le Jardin Oublié / My Polish Heart (Neuklang)
- 2019: Sendecki/Jürgen Spiegel Two in the Mirror (Skip Records)

- Bibsys: 10009579
- Bibliothèque nationale de France: cb14226135v (data)
- Gemeinsame Normdatei: 134586395
- International Standard Name Identifier: 0000 0001 1878 4956
- Library of Congress Control Number: n88664879
- MusicBrainz: 1cc34e3c-350e-4864-948e-7b6d18cd202e
- Nationale Bibliotheek van Tsjechië: xx0127669
- Nederlandse Thesaurus van Auteursnamen: 072447842
- Réseau des bibliothèques de Suisse occidentale: 02-A003821544
- Système universitaire de documentation: 251450155
- Virtual International Authority File: 79683795
- WorldCat: E39PBJrGxkJyDQvTR3JcbtqYT3